# Nicolò Zeno

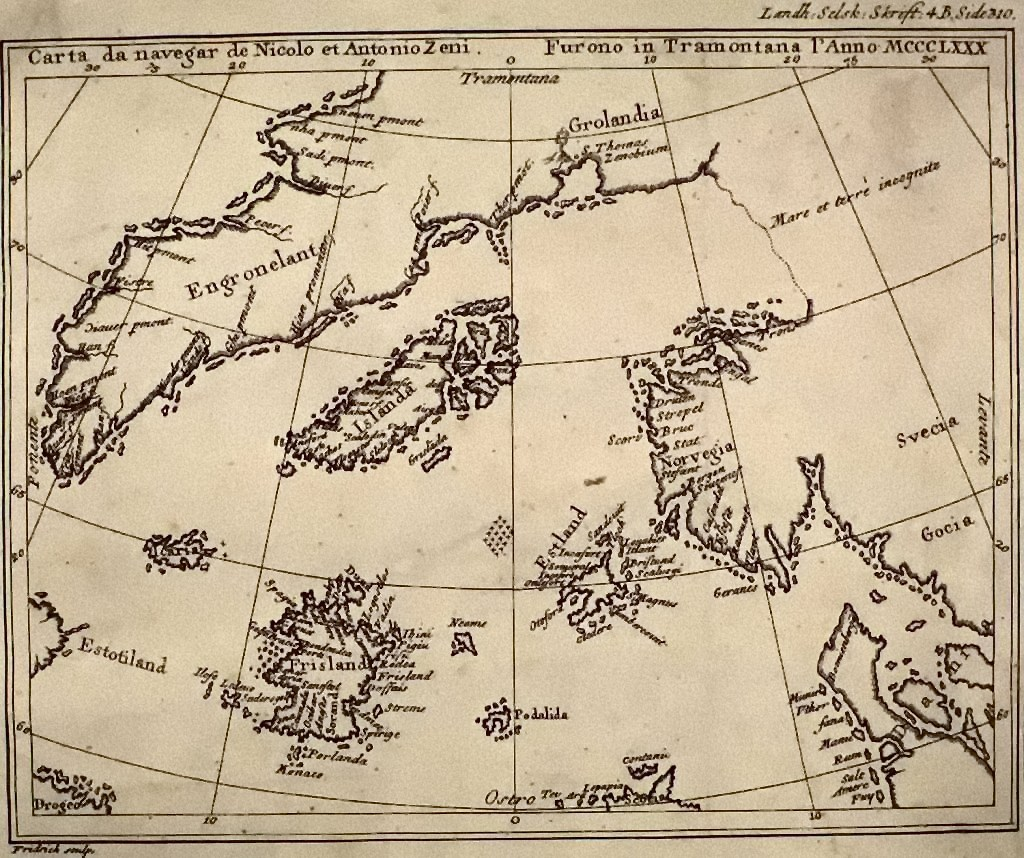
De kaart van Nicolò Zeno

Nicolò Zeno (fl. 1365-1388) en zijn broer Antonio Zeno zijn twee vermeende Venetiaanse ontdekkingsreizigers in de Noordelijke Atlantische Oceaan. Een verslag van hun reis en (een kopie van) een bijbehorende kaart werden gepubliceerd door een later lid van de familie, ook Nicolò Zeno geheten (mogelijk de historicus Nicolò Zeno (1515-1565), mogelijk diens zoon) in 1558.
Volgens het verslag was Zeno in 1380 in een storm geraakt op de Atlantische Oceaan, en daarbij aangespoeld op het eiland Frisland. De lokale heerser, Zichmni, zond Zeno en zijn mannen uit om Estland, 'tussen Frisland en Noorwegen', te veroveren. Nadat hij daar in geslaagd was, werd hij hoog geëerd in Frisland en liet zijn broer Antonio overkomen, en beiden leefden enkele jaren in Frisland. Ze hoorden daar van een andere zeevaarder, die in het westen een land, Estotiland, had ontdekt, en verhalen had gehoord over een rijk land verder zuidelijk, Drogeo. Zichmni en Zeno reisden zelf ook naar het westen, en bezochten Icaria en Engroneland (Groenland?).
Aanvankelijk werd het verhaal zonder meer geloofd, en het Frisland van Zeno werd geplaatst op kaarten zoals die van Abraham Ortelius, maar in de loop der tijd kwamen er twijfels. Was het hele verhaal wellicht slechts een verzinsel van de jongere Zeno om meer eer te geven aan zijn familie en aan zijn thuisstad Venetië (de Venetiaan Zeno, en niet de Genuees Columbus zou de ontdekker van Amerika zijn)? Van de kaart staat zonder meer vast dat deze niet gebaseerd is op een 14e-eeuwse kaart, zoals door Zeno werd beweerd, maar op latere kaarten zoals die van Olaus Magnus en Claudius Clavus. Het verhaal zelf wordt echter desondanks soms wel voor waar gehouden. Frisland is de Shetlandeilanden of de Orkneyeilanden, of mogelijk Faeröer. De beschreven reizen worden vaak in verband gebracht met Henry Sinclair, heer van de Orkneyeilanden, die volgens de traditie in 1398 een reis westwaarts zou hebben ondernomen. Mogelijk is hij de Zichmni van het verhaal.
Dit betekent overigens niet dat het verslag, zoals in de zestiende eeuw werd aangenomen, een precolumbiaanse ontdekking van Amerika aangeeft. Waar toentertijd Estotiland werd aangezien voor Labrador, en Drogeo voor Newfoundland, zijn hedendaagse historici meer geneigd Estotiland met (de kolonies op) Groenland te vereenzelvigen. Het Engroneland dat Zeno bezocht, was dan niet Groenland, maar IJsland.